# Perspectiva militar

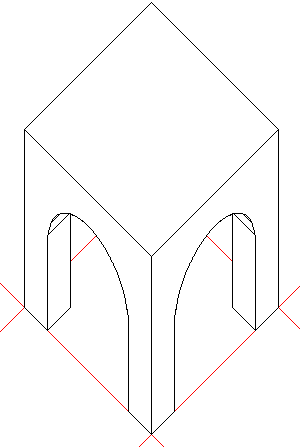
Perspectiva militar

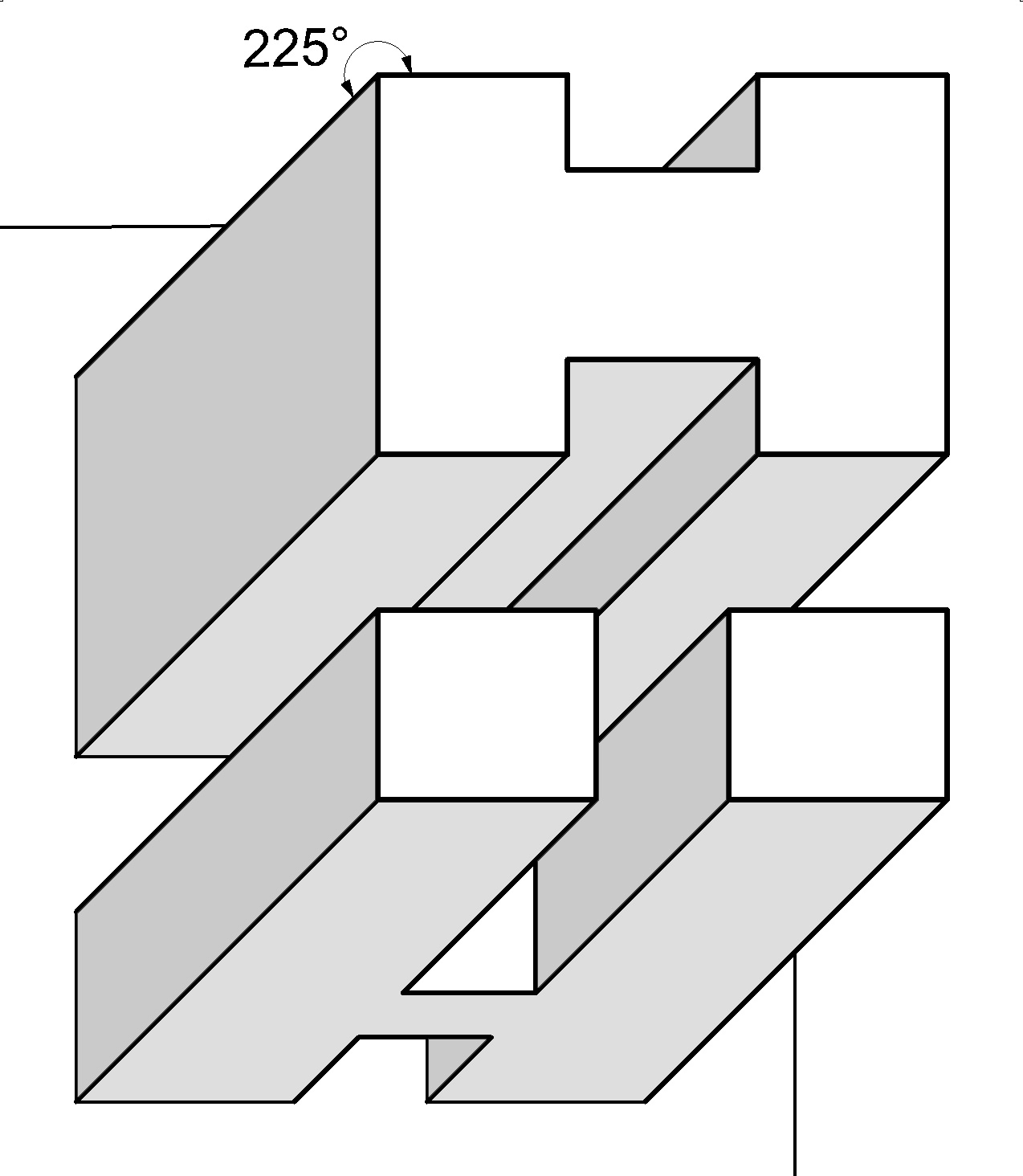
Exemple de perspectiva militar a vista d'ocell

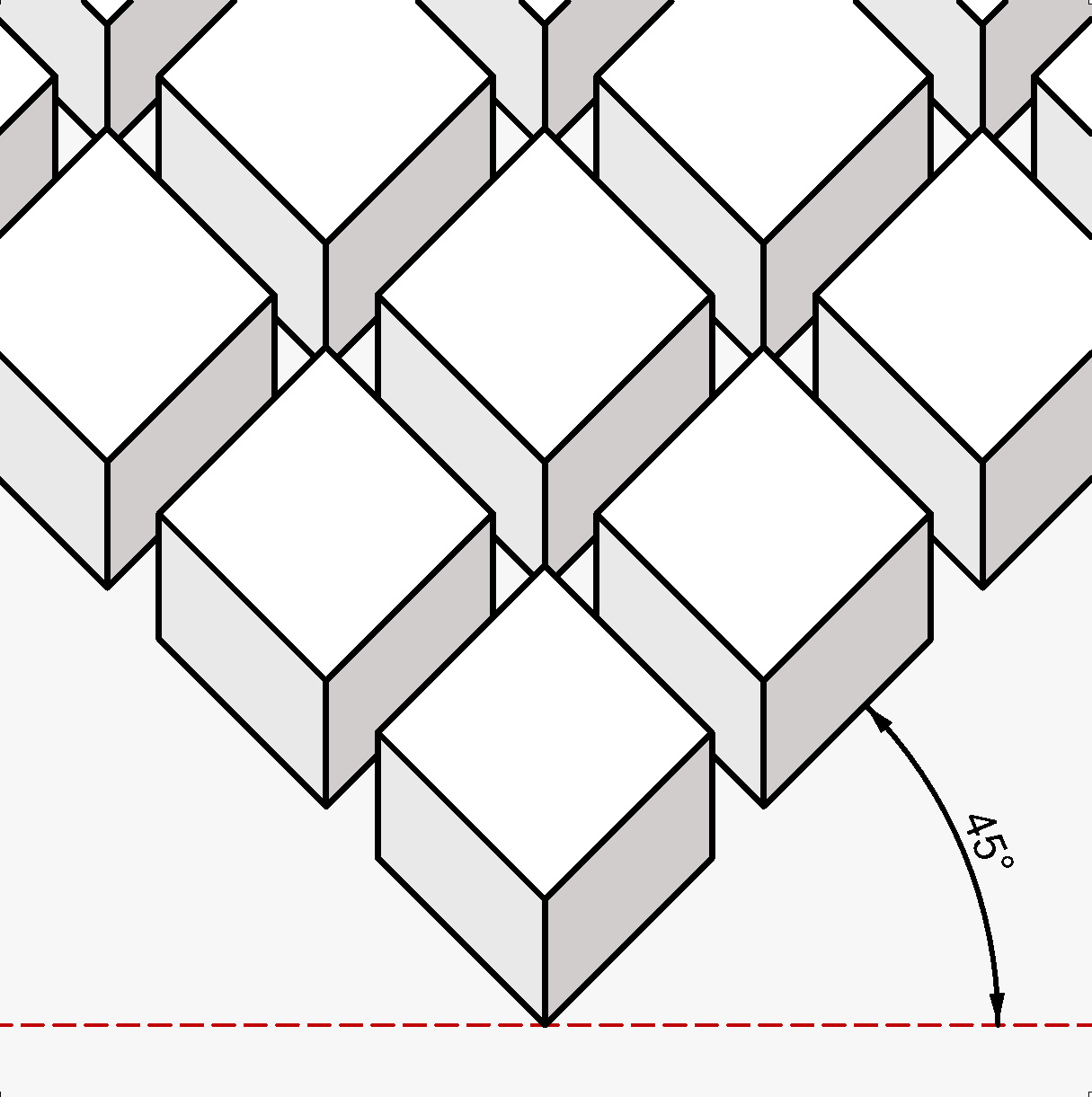
Perspectiva militar, variació a 45°

La perspectiva militar és un sistema de projecció gràfica paral·lela obliqua. És, així mateix, un sistema de representació per mitjà de tres eixos cartesians (x, y, z). L'eix z es troba vertical, mentre que els altres dos formen 90° respectivament l'un de l'altre. És molt comú que l'eix x es trobi a 120° de l'eix z, mentre que l'eix y es troba a 150° d'aquest mateix eix.
Per a la realització esquemàtica del cos, s'ha de tenir en compte que hi ha un grau de reducció als eixos cartesians. Com a la perspectiva cavallera l'eix y presenta una reducció de 1/2, a la perspectiva militar l'eix afectat és l'eix z, presentant una reducció de 2/3. Els altres eixos (x, y) no presenten variacions.
El principal avantatge radica que les distàncies en el pla horitzontal conserven les seves dimensions i proporcions. Les circumferències en el pla horitzontal es poden traçar amb compàs, ja que no presenten cap deformació. Les circumferències en els plans verticals es representen com a el·lipses.
Aquest sistema de representació no és més que una representació hipotètica, ja que només si mirem el cos purament des de dalt els eixos x i y formen 90°.

## Traçat de la perspectiva militar
L'eix z és vertical, l'eix x forma un angle de 30° amb l'horitzontal, i l'eix y és perpendicular a l'eix x, això és, forma un angle de 60° amb l'horitzontal i, per tant, coincideixen amb les característiques de l'escaire.
Posant un regle horitzontal es pot traçar l'eix vertical utilitzant l'angle recte de l'escaire, amb el vèrtex de 30° tracem l'eix x, i perpendicular a ell amb el vèrtex de 60° l'eix y.
Situant les coordenades d'un punt sobre els eixos, i traçant les rectes paral·leles oportunes, es pot veure la perspectiva del punt segons el sistema militar.
|  |  |  |  |

Amb un regle horitzontal i un cartabó, també es pot traçar una forma de perspectiva militar amb eix z vertical i els eixos x i y formant 45° sobre l'horitzontal.
|  |  |  |  |

### Un exemple de perspectiva militar

Si es traça la perspectiva militar d'un cub amb una circumferència en cadascuna de les seves cares, amb l'eix z vertical, l'eix y formant un angle de 150 graus respecte a z, i l'eix x formant un angle de 120 graus sobre z, el resultat és el de la figura: el quadrat superior té la mesures reals, el quadrat es dibuixa com un quadrat i la circumferència com una circumferència, les mesures en les línies de fuga s'han reduït al 50 %, per la qual cosa aquests dos quadrats s'han transformat en romboides i les circumferències en el·lipses.

Un altre exemple d'aquesta perspectiva és traçant l'eix z vertical, l'eix y formant un angle de 120 graus respecte a z i l'eix x formant 150 graus respecte a z, i reduint al 50 % les mesures en les línies de fuga, com es veu en la figura. Aquesta figura és la simètrica del cas anterior i ambdues es poden traçar utilitzant un regle i un escaire.

Si en el traçat de la perspectiva militar s'utilitza un cartabó, traçant l'eix z vertical i els eixos x i y formant 135 graus respecte de z, s'obté una perspectiva dimètrica i simètrica respecte l'eix vertical.
Emprant una reducció del 50 % en les línies de fuga el resultat seria el de la figura.

## Exemple vertical

## Exemple horitzontal
